# رولوف کلین
رولوف کلین (انگلیسی: Roelof Klein؛ ۷ ژوئن ۱۸۷۷ – ۱۳ فوریه ۱۹۶۰) قایقران روئینگ اهل هلند بود.
وی در مسابقات کشوری و بین‌المللی در مجموع برندهٔ ۱ مدال طلا، ۱ مدال برنز شده‌است.